# Juvigny-Val-d'Andaine
Juvigny-Val-d'Andaine es una comuna nueva francesa situada en el departamento de Orne, de la región de Normandía.

## Historia
Fue creada el 1 de enero de 2016, en aplicación de una resolución del prefecto de Orne de 28 de diciembre de 2015 con la unión de las comunas de Beaulandais, Juvigny-sous-Andaine, La Baroche-sous-Lucé, Loré, Lucé, Saint-Denis-de-Villenette y Sept-Forges, pasando a estar el ayuntamiento en la antigua comuna de Juvigny-sous-Andaine.

## Demografía
| Gráfica de evolución demográfica de Juvigny-Val-d'Andaine entre 1800 y 2013 |
|                                                                             |

Los datos entre 1800 y 2013 son el resultado de sumar los parciales de las siete comunas que forman la nueva comuna de Juvigny-Val-d'Andaine, cuyos datos se han cogido de 1800 a 1999, para las comunas de Beaulandais, Juvigny-sous-Andaine, La Baroche-sous-Lucé, Loré, Lucé, Saint-Denis-de-Villenette y Sept-Forges de la página francesa EHESS/Cassini. Los demás datos se han cogido de la página del INSEE.

## Composición
| Comuna delegada           | Código INSEE | Población (2013) | Superficie (km²) | Densidad (hab./km²) |
| ------------------------- | ------------ | ---------------- | ---------------- | ------------------- |
| La Baroche-sous-Lucé      | 61025        | 398              | 22.18            | 18                  |
| Beaulandais               | 61033        | 165              | 8.57             | 19                  |
| Juvigny-sous-Andaine      | 61211        | 989              | 22               | 45                  |
| Loré                      | 61235        | 154              | 6.34             | 24                  |
| Lucé                      | 61239        | 74               | 6.09             | 12                  |
| Saint-Denis-de-Villenette | 61380        | 154              | 5.89             | 26                  |
| Sept-Forges               | 61469        | 277              | 8.55             | 32                  |